# Henryk Gołębiewski (Schauspieler)

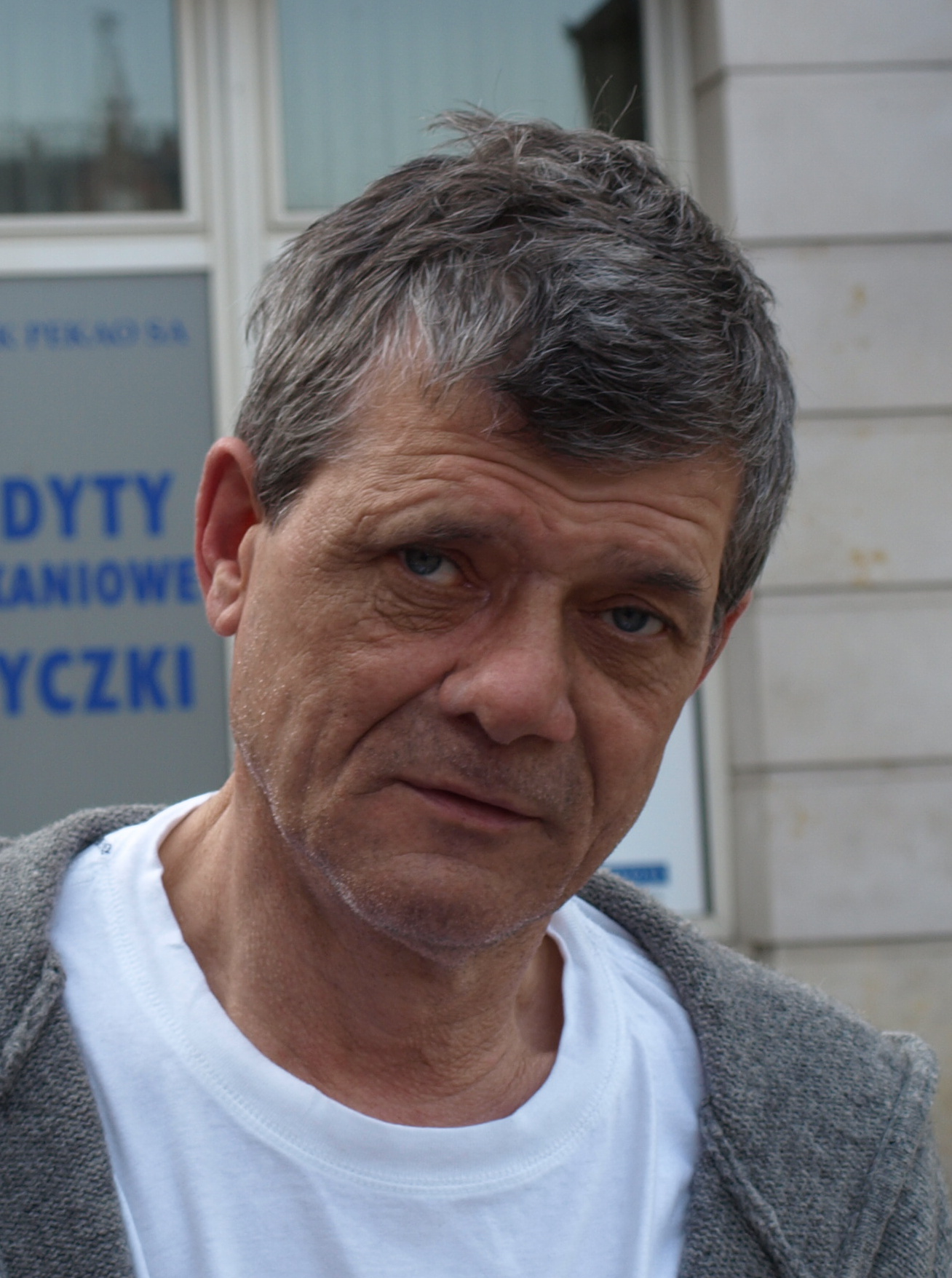
Henryk Gołębiewski

Henryk Gołębiewski (* 15. Juni 1956 in Warschau) ist ein polnischer Laiendarsteller, der durch Kinderfilme in den 1970er Jahren zu großer Popularität gelangte.

## Leben
Henryk Gołębiewski wurde von dem Regisseur Janusz Nasfeter gemeinsam mit weiteren Kindern für den Film Abel, dein Bruder entdeckt. Der Regisseur Stanisław Jędryka übernahm dann fast das gesamte Kinderensemble für weitere Kinderfilme, durch die Henryk Gołębiewski zum populärsten Kinderdarsteller Polens wurde. 1977 drehte er seinen letzten Jugendfilm und verschwand dann 20 Jahre von Leinwand und Bildschirm. Ende der 1990er Jahre kehrte er in kleinen Rollen zurück. In Krzysztof Krauzes Die Schuld ist er als Bauarbeiter zu sehen, und Andrzej Wajda besetzte ihn 2002 in seiner Klassikerverfilmung von Aleksander Fredros Zemsta. Im selben Jahr erhielt er von dem Jungregisseur Piotr Trzaskalski die Titelrolle in dessen Debütfilm Edi, der zu einem der größten Kinoerfolge des Jahres wurde und auf zahlreichen Festivals ausgezeichnet wurde. Henryk Gołębiewski war mit diesem Film in das kollektive Gedächtnis des polnischen Publikums zurückgekehrt. Er spielt seitdem regelmäßig in polnischen Fernsehserien oder übernimmt kleinere Rollen in Kinofilmen.